# Обсерваторія Редкліффа
51°45′39″ пн. ш. 1°15′50″ зх. д. / 51.7608° пн. ш. 1.2639° зх. д.
Обсерваторія Редкліффа була астрономічною обсерваторією Оксфордського університету з 1773 до 1934 року, коли опікуни Редкліффа продали її та побудували нову обсерваторію в Преторії, Південна Африка. Це будівля I класу, яка є пам'ятником архітектури. Сьогодні обсерваторія є частиною коледжу Грін Темплтон Оксфордського університету.

## Історія

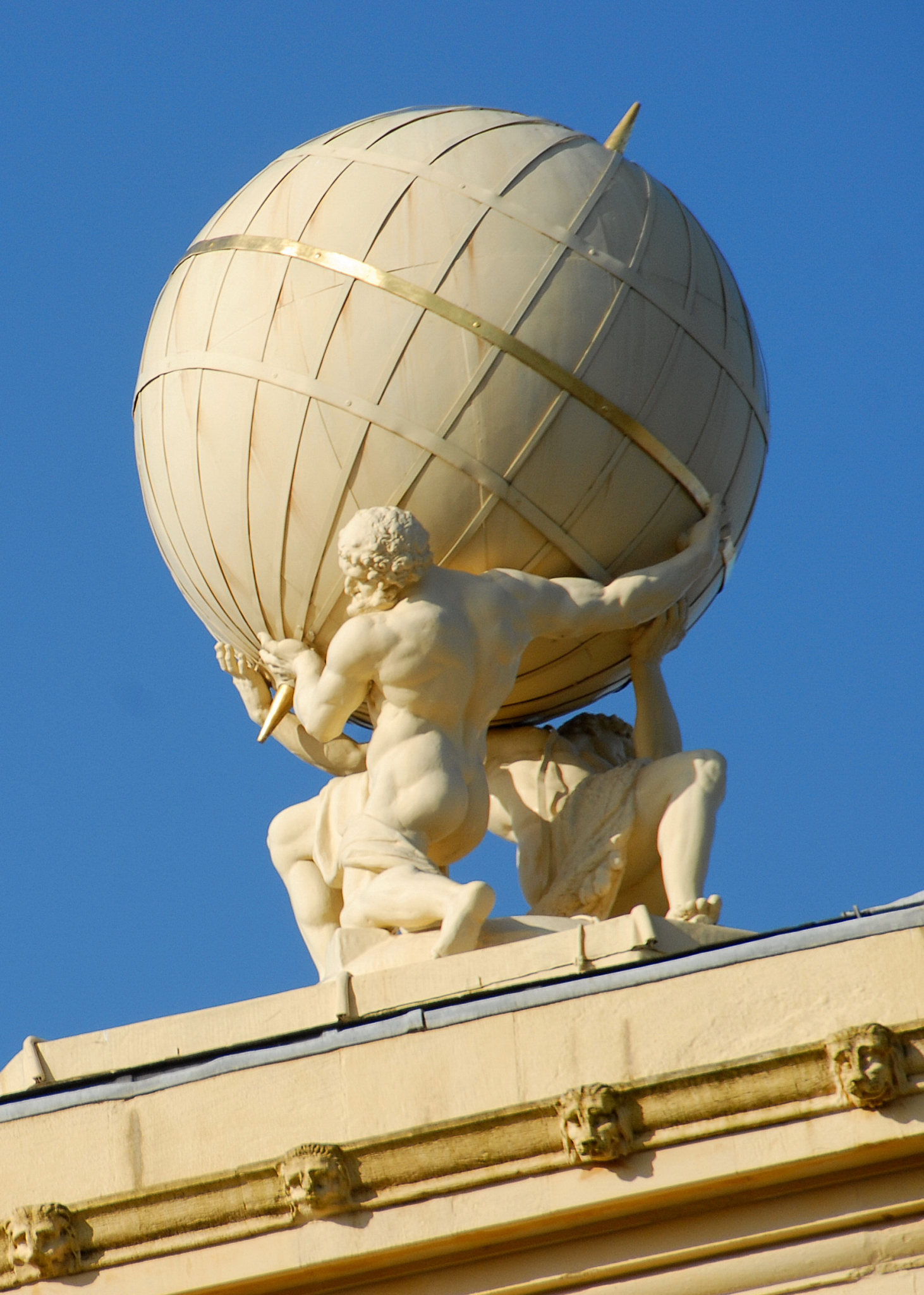
Статуя Атласа на вершині обсерваторії

Обсерваторія була заснована та названа на честь Джона Редкліффа піклувальниками Редкліффа. Він був побудований за пропозицією астронома Томаса Горнсбі, який обіймав Савіліанську кафедру астрономії, після того, як він спостерігав помітний прохід Венери через сонячний диск у 1769 році з кімнати в сусідній лікарні Редкліффа.
Будівля обсерваторії розпочалася за проектами Генрі Кіна в 1772 році та була завершена в 1794 році за проектами Джеймса Ваятта з видатною восьмикутною вежею на основі Вежі Вітрів в Афінах. Його вежа увінчана статуєю Джона Бекона з Атласу, яка тримає світ.
До 1839 року за обсерваторію відповідала Савіліанська кафедра астрономії. У цей день призначення Джорджа Генрі Сачеверелла Джонсона астрономом без досвіду спостережень призвело до створення нової ролі спостерігача Редкліффа.
Через умови спостереження, погоду, міський розвиток і світлове забруднення в Оксфорді обсерваторія переїхала до Південної Африки в 1939 році. Згодом ця ділянка в Преторії також стала непридатною, і в 1970-х роках її об’єднали з іншими в Південноафриканську астрономічну обсерваторію (SAAO).
Будівля зараз використовується коледжем Грін Темплтон біля Вудсток-роуд і є центральною частиною коледжу. Оригінальні прилади зараз знаходяться в Музеї історії науки в Оксфорді, за винятком 18/24-дюймового телескопа Редкліффа з подвійним рефрактором, який був переданий до обсерваторії Лондонського університету.

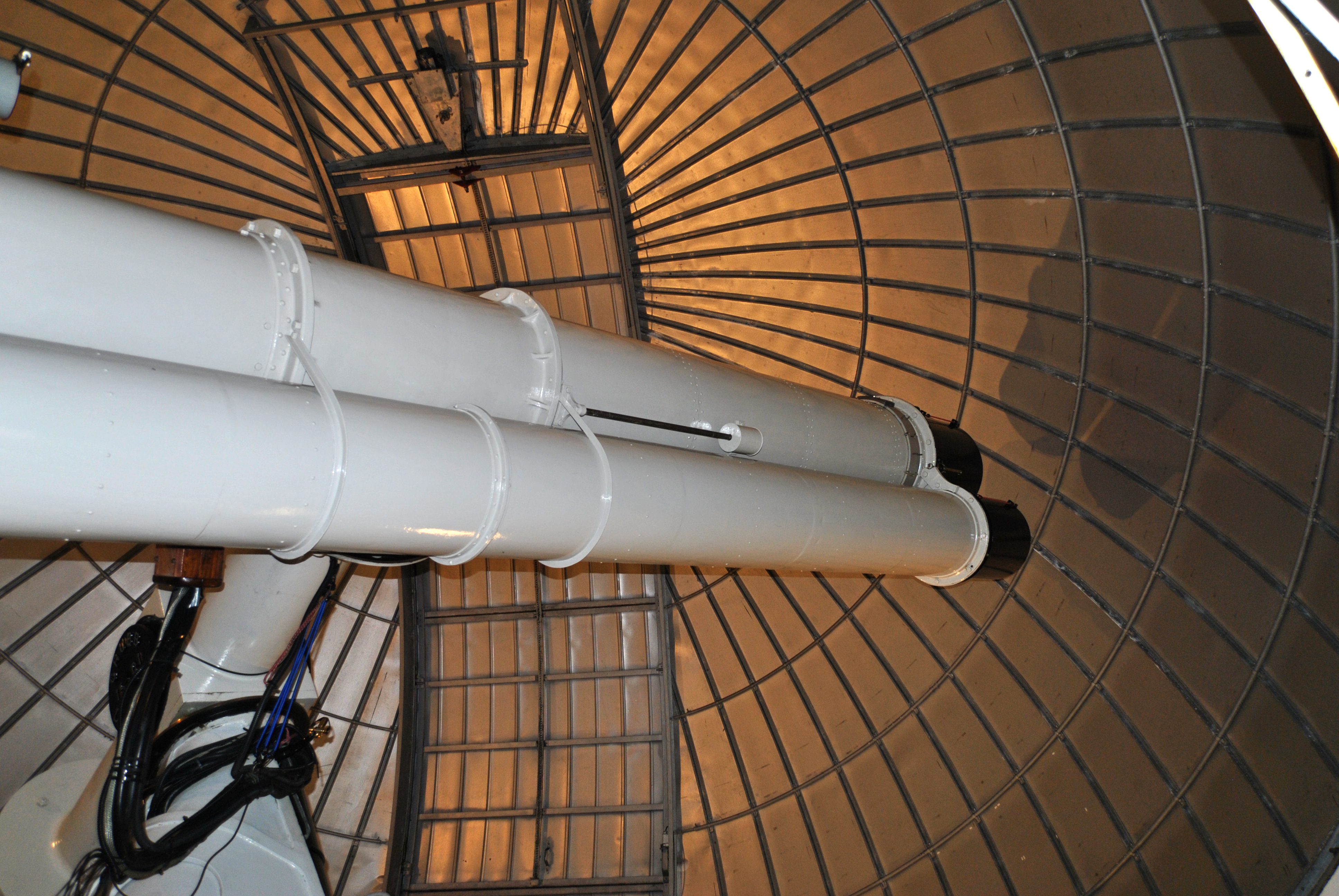
18/24-дюймовий подвійний рефракторний телескоп Редкліффа було переміщено до обсерваторії Лондонського університету, коли обсерваторія Редкліффа закрилася.

## Спостерігачі Редкліффа
Спостерігачами Редкліффа були: 
- 1839 Мануель Джон Джонсон
- 1860 Роберт Мейн
- 1879 Едвард Джеймс Стоун
- 1897 Артур Алкок Рамбо
- 1924 Гарольд Нокс-Шоу
- 1950 Девід Теккерей

## Подальше читання
- Sherwood, Jennifer; Pevsner, Nikolaus (1974). Oxfordshire. The Buildings of England. Harmondsworth: Penguin Books. с. 271–272. ISBN 0-14-071045-0.
- Tyack, Geoffrey (1998). Oxford An Architectural Guide. Oxford & New York: Oxford University Press. с. 183–185. ISBN 0-19-817423-3.
- Tyack, Geoffrey (2000). The making of the Radcliffe Observatory (PDF). The Georgian Group Journal. X.